# 1335
1335 (MCCCXXXV) a fost un an obișnuit al calendarului iulian, care a început într-o zi de marți.

## Evenimente
- 5 ianuarie: Sultanul de Delhi, Muhammad bin-Tughluq, pornește o expediție la sud de podișul Deccan; o epidemie de ciumă îl silește să revină la Delhi.
- 4 februarie: Revoltă a ghibelinilor la Genova, care conduce la alungarea reprezentantului regelui Robert de Neapole și a sprijinitorilor guelfi ai acestuia; sunt numiți la conducere doi "căpitani ai poporului".
- 24 august: Conferința de la Trencin. Regele Ioan I al Boemiei renunță la tronul Poloniei.
- 12 noiembrie-3 decembrie: Congresul de la Visehrad. Monarhii Boemiei (Ioan I), Ungariei (Carol Robert) și Poloniei (Cazimir al III-lea) formează o alianță împotriva Habsburgilor; se confirmă dominația Boemiei asupra Sileziei; se încheie un acord între Boemia și Polonia, în baza căruia se constituie un boicot economic împotriva Vienei.
- 30 noiembrie: Bătălia de la Culblean. David Bruce îl înfrânge pe Edward Balliol, în cadrul luptelor interne din Scoția.
- 20 decembrie: Mastino dalla Scala, conducătorul Veronei, ocupă orașul Lucca, în Toscana.

### Nedatate
- mai: După moartea lui Henric de Gortz, provinciile Carintia și Carniola, de pe teritoriul actual al Sloveniei, trec sub controlul Habsburgilor.
- august: Regele marinid Abu al-Hasan ben Uthman începe asediul orașului Tlemcen, în Maroc.
- Expiră excomunicarea la care fusese supus Frederic al III-lea al Siciliei.
- Mișcări în China împotriva autorității dinastiei mongole Yuan.
- Odată cu moartea lui Abu Said, statul ilhanizilor din Iran se dezmembrează, la conducerea regiunii impunându-se dinastiile jalairizilor, ciobanizilor, muzaffarizilor și injuizilor.
- Papa Benedict al XII-lea începe reorganizarea Ordinului cistercian.
- Sclavia este abolită în Suedia.
- Sub conducerea lui George V (cel Strălucit), georgienii reușesc să îi respingă pe mongoli.

## Arte, științe, literatură și filozofie
- În Spania, este întemeiată Școala de arte din Zaragoza (din secolul al XVI-lea, în jurul său se va constitui Universitatea din Zaragoza).
- Încep lucrările la Palatul papal din Avignon.

## Înscăunări
- Otto, duce de Carintia.

## Nașteri
- 24 ianuarie: Guillaume de Sainte-Maure, cancelar al Franței și principalul sfătuitor al regelui Filip al VI-lea (d. ?)
- 24 noiembrie: Henric al VI-lea cel Bun, duce de Breslau (Wroclaw), (d. ?)
- Ibn Rajab, jurist arab (d. 1393)
- Yi Seong-gye, fondatorul dinastiei Joseon, în Coreea (d. 1408)

## Decese
- 2 aprilie: Henric (Henric al III-lea de Franconia), duce de Carintia (n. ?)
- 23 iulie: Prințul Morinaga, shogun japonez (n. 1308)
- 30 noiembrie: Abu Sa'id, conducător mongol în Iran (n. ?)

- Giacomo Alberti, cardinal și episcop italian (n. ?)
- Malatestino Novello Malatesta, condottier italian (n. ?)